# Chorebus pseudometallicus
Chorebus pseudometallicus är en stekelart som beskrevs av Docavo och Tormos 1998. Chorebus pseudometallicus ingår i släktet Chorebus och familjen bracksteklar. Inga underarter finns listade i Catalogue of Life.